# Török Gábor (politológus)
Török Gábor (Szombathely, 1971. augusztus 11. –) magyar politológus, egyetemi docens.

## Életpályája
1989-ben érettségizett a szombathelyi Nagy Lajos Gimnáziumban, majd felvették a szombathelyi Berzsenyi Dániel Főiskola történelem szakára, ahol 1993-ban szerzett diplomát. Ezt követően az Eötvös Loránd Tudományegyetem (ELTE) politikaelmélet-történelem szakára iratkozott, az egyetemen 1997-ben történelemből, 1998-ban politológiából szerzett – mindkét helyen kitüntetéses – diplomát. Politikatudományból az ELTE Állam- és Jogtudományi Karán summa cum laude minősítéssel PhD (doktori) címet szerzett 2005-ben.
1995 és 1997 között az ELTE Politikaelméleti Tanszékén egyetemi gyakornok volt. 1997-től 2003-ig egyetemi tanársegédként dolgozott a Budapesti Közgazdaságtudományi és Államigazgatási Egyetemen. 2004 után a Budapesti Corvinus Egyetem (BCE) Politikatudományi Intézetének egyetemi adjunktusa, 2012 júniusában kapta meg egyetemi docensi kinevezését. Emellett az egyetem Politikatudományi Intézetében a Politikai Elemzés Központ vezetésével is megbízták. 2005-ben magas színvonalon végzett oktató- és kutatómunkáját az egyetem rektora kitüntető oklevél adományozásával ismerte el. Vendégoktatóként a Delta Politikai Iskolában, a Századvég Politikai Iskolában, a Veszprémi Egyetemen, a Zsigmond Király Főiskolán és a Színház- és Filmművészeti Egyetemen is tanított.
1998 és 2000 között a Politikai Szakértői Intézet igazgatói tisztét töltötte be. 2001-től 2006-ig a Magyar Politikatudományi Társaság főtitkára volt. 2002-től ügyvezető igazgatója cégének, a Vision Politics Budapest Kft.-nek. A cég korábban „Vision Consulting” néven jelent meg a médiában. 2011 novemberében megalapította a szegedi székhelyű CME Hungary Zrt. kommunikációs és elemző céget Poór Csaba tanácsadóval közösen, 2014-ben azonban eladta a részesedését.
1998 óta gyakori vendége a politikai témájú televíziós és rádiós műsoroknak. 1998-ban a TV3, 2002-ben a TV2, 2006-ban és 2010-ben pedig az Magyar Televízió választási szakértője volt. 2004 és 2006 között hetente publikált a Heti Válasz hasábjain. 2008-ban a HVG olvasói Magyarország leghitelesebb politológusának választották.
A 2010. évi helyi önkormányzati választáson független helyi képviselő lett Aszófőn. A 2014-es önkormányzati választáson nem indult. 2014 novemberében Facebook-oldalán bejelentette, hogy a Navracsics Tibor lemondása után kiírt időközi országgyűlési választáson (Veszprém megyei 1. sz. országgyűlési egyéni választókerület) független jelöltként elindul megfelelő támogatás esetén. A bejelentést nagy sajtóérdeklődés követte, de Simicska Lajos indulási szándékának nyilvánosságra kerülése után végül nem vállalta a jelöltséget. Indokként hozta fel, hogy a kampány központi témájává ezzel nem Veszprém vagy a kormány és ellenzék viszonya, hanem a kormánypárton belüli konfliktus válna.
2012 augusztusában a Magyar Labdarúgó-szövetség Budapesti Társadalmi Elnökségének, 2013 márciusában a Magyar Labdarúgó-szövetség női bizottságának elnökévé választották. 2015-ben az MLSZ elnökségi tagja lett.

## Tudományos munkássága
Kutatási területe a rendszerváltás utáni magyar politikai rendszer vizsgálata, információelemzés és –értékelés, valamint a politikai és stratégiai elemzés műfaja; doktori disszertációját a politikai napirend témaköréből írta.
Több könyv szerzője, társszerzője vagy szerkesztője, ebből kettő az országban széles körben használt egyetemi tankönyv.

## Művei
- Tóth Csaba, Török Gábor: Politika és kommunikáció, Századvég, Budapest, 2002, ISBN 9639211346
- Körösényi András–Tóth Csaba–Török Gábor: A magyar politikai rendszer; Osiris, Bp., 2003 (Osiris tankönyvek)
- Szebeni András–Dessewffy Tibor–Lakner Zoltán–Török Gábor: ...res publica..., Alexandra Kiadó, Pécs, 2004, ISBN 963-367-085-3
- Gallai Sándor (szerk.), Török Gábor (szerk.): Politika és politikatudomány, Aula, Budapest, 2005, ISBN 9639478474
- Török Gábor: A politikai napirend, Akadémiai Kiadó Zrt., Budapest, 2005, ISBN 9789630582834
- Török Gábor: A politikai napirend Politika, média, közvélemény és az "agenda-setting" hatás, Akadémia kiadó, Budapest, 2005,  ISBN 9789630582834
- Kettős látás. Giró-Szász András és Török Gábor agendája a Heti válaszban; szerk., interjúk Ablonczy Bálint; Heti Válasz, Bp., 2006 ISBN 9639461210
- Körösényi András–Török Gábor–Tóth Csaba: A magyar politikai rendszer; 3. átdolg. kiad.; Osiris, Bp., 2007 (Osiris tankönyvek) ISBN 9789633899632
- Körösényi András–Török Gábor–Tóth Csaba: The Hungarian Political System (A magyar politikai rendszer); Demokrácia Kutatások, Bp., 2009 (Hungarian democracy series, 1.) + CD-ROM ISBN 9789638737649
- Tóth Csaba–Török Gábor: Négy választás Magyarországon. A magyar politika az elmúlt 12 évben, 2002–2014; Osiris, Bp., 2015 (A mai Magyarország) ISBN 978-963-389-992-2
- Török Gábor: A lakott sziget. Utazás a politika világába. Athenaeum. Budapest, 2017. ISBN 9789632936949

## Külső hivatkozások
- Török Gábor honlapja
- Török Gábor elemző blogja
- Oldala a Budapesti Corvinus Egyetem honlapján
- A Vision Politics honlapja
- Sokat tanulhatok Aszófőtől – Interjú, In: Mandiner.hu, 2010. október 28.